# St. Peter und Paul, katholisch (Zimmerau)

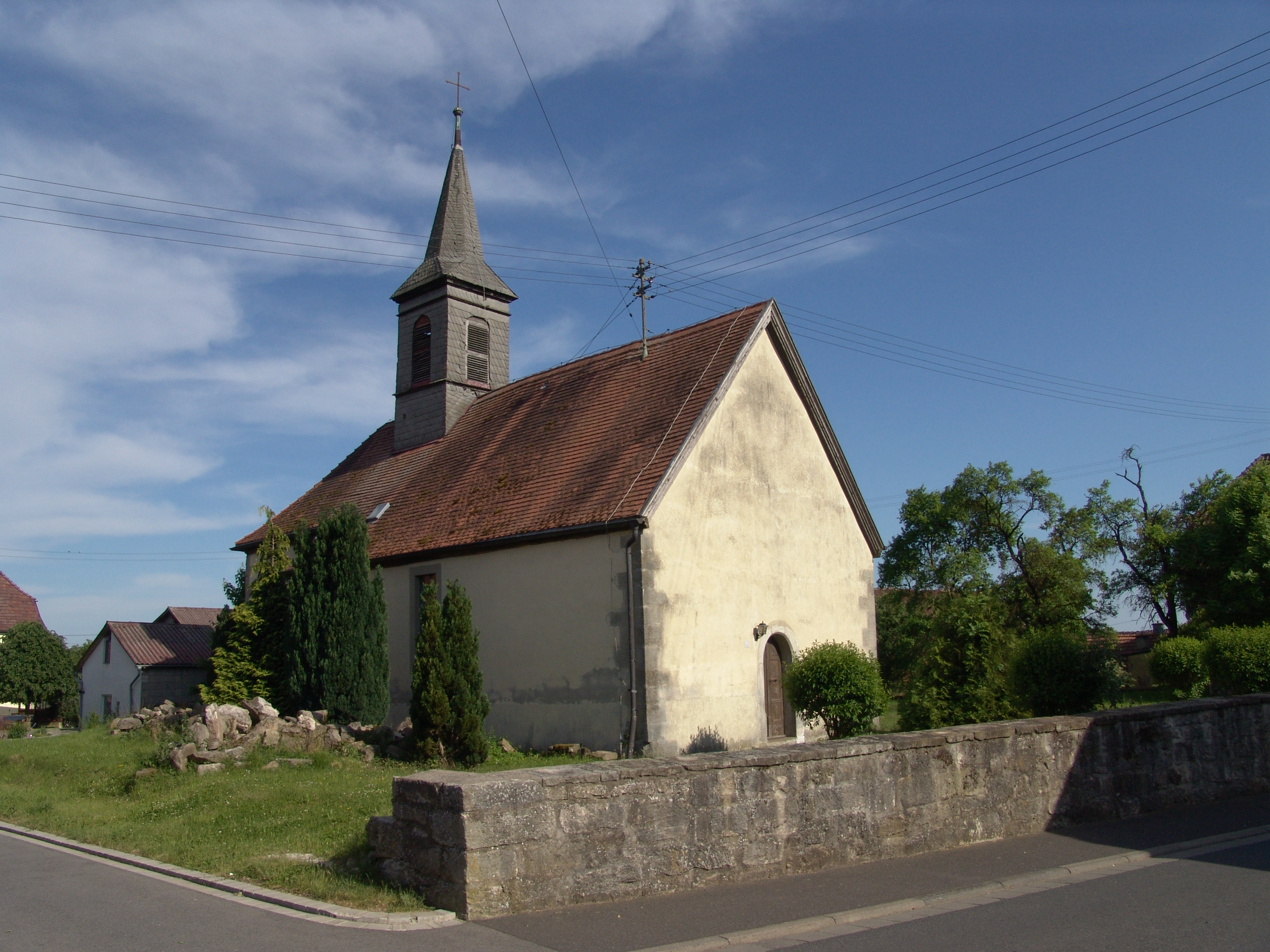
Die katholische Kirche St. Peter und Paul in Zimmerau

Die römisch-katholische Kirche St. Peter und Paul befindet sich in Zimmerau, einem Ortsteil der Gemeinde Sulzdorf an der Lederhecke des unterfränkischen Landkreises Rhön-Grabfeld in Bayern. Das Patrozinium ist den Aposteln Peter und Paul gewidmet. Die Kirche gehört zum Dekanat Rhön-Grabfeld im Bistum Würzburg.
Die Kirche gehört zu den Baudenkmälern von Sulzdorf an der Lederhecke und ist unter der Nummer D-6-73-172-35 in der Bayerischen Denkmalliste registriert.
Die Kirche ist nicht zu verwechseln mit der evangelischen St.-Peter-und-Paul-Kirche in Zimmerau.

## Geschichte
In der Kirchhofmauer der Kirche wurde vor einigen Jahren ein Stein entdeckt, dessen Aufschrift „1589“ auf das Entstehungsjahr der Kirche hinweist. Den Überlieferungen zufolge löste diese Kirche einen im Jahr 1550 bestehenden Kirchenbau ab. Von diesem vorhergegangenen Kirchenbau gibt es noch eine Glocke von 1522.
Im Jahr 1550 hielt in Zimmerau wie auch den Nachbargemeinden der Protestantismus Einzug. Für den Beginn des 17. Jahrhunderts ist eine eigenständige evangelische Pfarrei in Zimmerau nachgewiesen. Mitte des 17. Jahrhunderts wurde die evangelische Pfarrei Zimmerau mit derjenigen von Sternberg zusammengelegt.
Nach der Konversion eines der Dorfherren, von Wolff Dietrich Truchseß von Wetzhausen, im Jahr 1669 erfolgte im Jahr 1675 die Gegenreformation. Der ursprüngliche evangelische Kirchenbau wurde nun zur katholischen Filialkirche der 1685 gegründeten Pfarrei Sternberg im Grabfeld.
Der quadratische Chor der St. Peter und Paul-Filialkirche ist mit Tonnengewölbe und einem runden Chorbogen versehen. In östlicher Richtung davon befindet sich ein rundes Renaissance-Fenster, in südlicher Richtung dagegen ein einfaches Rechteckfenster. Das flachgedeckte Langhaus weist auf der Nordseite drei Fenster und auf der Südseite ein Fenster auf. Das Portal befindet sich auf der Westseite. Das ursprüngliche Portal auf der Südseite der Kirche ist vermauert. Ein vierseitiger Dachreiter mit Achteckhelm befindet sich über dem Chor. Eine umlaufende Emporenanlage befindet sich auf der Nord- und Westseite der Kirche.
Der Barockaltar ist ländlich gearbeitet und weist ein durchlaufendes Gebälk auf. An den Seiten des Altars befinden sich die Heiligenfiguren der hl. Peter und Paul sowie in der Bekrönung Renessainceengel. Der Altar befand sich ursprünglich in der St.-Peter-und-Paul-Kirche in Aub. Der Weihwasserstein ist ein viereckiger Sockel mit achtseitigem Schaft und einem halbrunden Becken und stammt aus der Zeit um 1600. Das Langhaus beherbergt ein Ölbild „Huldigung der Hirten vor dem Jesuskind“ von 1780. Bei der letzten Renovierung im Jahr 1980 wurde ein Deckengemälde des hl. Matthäus freigelegt.
Die Kirche beherbergt den Grabstein von Philipp Albrecht Truchseß von Wetzhausen, der den Verstorbenen in der Rüstung der ersten Hälfte des 17. Jahrhunderts vor dem Kruzifix kniend zeigt. Er war im Jahr 1631 am Märtyrertod von Liborius Wagner, des 1974 von Papst Paul VI. selig gesprochenen Pfarrers von Altenmünster bei Schweinfurt, beteiligt.